# Белановачко-црвеноречко сужење
Белановачко-црвеноречко сужењење које није ни епигенија, ни сутеска, саставни је део Белопаланачке котлине, и слива реке Нишаве у средњем Понишављу. Административно припада општини Бела Паланака у Пиротском управном округу. 

## Географске одлике
У рељефу Белопаланачке котлине посебан значај имају епигенетске клисуре и сутеске, међу којима је и Белановачко-црвеноречко сужење. Њиховим висинама означен је престанак међукотлинске језерске комуникације и почетак развоја хидрографске мреже. У првој фази геолошке историје овог подручја само преко отока, а у другој, после ишчезавања Неогеног Нишавског језера, на дну Белопаланачка котлина геолошка пришлост почиње и завршава се, управо, епигенетским клусурама и сутескама.
Белановачко-црвеноречко сужењење је геоморфолошка творевина, која се дефинише узвишењем - Шупљи камен, на левој страни и најближим узвишењем на десној обали Нишаве, које одговара потесу Климента. Основни облик ове геоморфолошка творевини створен је тектонским процесима који су генерално утицали и на физиономију рељефа. На данашњи изглед су утицали и накнадни процеси језерске абразије и акумулације, флувијални процеси и крашке ерозије.
Белановачко-црвеноречким сужењењем је одвојен средњи део Белопаланачке котлине, од доњег, који се протеже дужином од 8 km од белановачко-црвеноречког сужења до улаза у горњи део Сићевачке клисуре.
Левом обалом Нишаве, кроз ово сужење у уском појасу између Шупљег камена и Нишаве пролази железнички колосек и источни крака међународни пут Е10, а десном обалом, локални макадам који повезује села са њене десне обале - Врандол и Дражево.